# 沃利察-代雷夫良斯卡
50°2′8″N 24°31′14″E / 50.03556°N 24.52056°E
沃利察-代雷夫良斯卡（羅馬化：Volytsia-Derevlianska）是烏克蘭西部利維夫州佐洛奇夫區布斯克市鎮的村莊。該村面積0.53平方公里，海拔高度202米，2001年人口365，人口密度每平方公里683.52人。